# Palaina ovatula
Palaina ovatula é uma espécie de gastrópode da família Diplommatinidae.
É endémica de Micronésia.